# The House
A The House a grúziai születési brit énekes-dalszerző Katie Melua negyedik stúdióalbuma, mely 2010. május 24-én jelent meg. Ez az első olyan Melua-album, melynek nem Mike Batt a producere. Az első kislemez az albumról, a The Flood, 2010. május 17-én jelent meg és Melua, Guy Chambers és Lauren Christy írták. A második kislemez az A Happy Place volt, mely 2010. júliusában jelent meg, és a dal mellett még a szám egy Sparks által készített remixét is tartalmazta.

## Dalok
1. I'd Love To Kill You
2. The  Flood
3. A Happy Place
4. A Moment Of Madness
5. Red Balloons
6. Tiny Alien
7. No Fear Of Heights
8. The One I Love Is Gone
9. Plague Of Love
10. God On The Drums Devil On The Bass
11. Twisted
12. The House

## Toplisták
| Albumlista (2010)     | Legmagasabb pozíció |
| --------------------- | ------------------- |
| Ausztriai albumlista  | 3                   |
| Belgiumi albumlista   | 3                   |
| Dán albumlista        | 2                   |
| Európai Albumlista    | 1                   |
| Finn albumlista       | 15                  |
| Francia albumlista    | 5                   |
| Német albumlista      | 3                   |
| Ír albumlista         | 18                  |
| Olasz albumlista      | 51                  |
| Holland albumlista    | 3                   |
| Új-Zélandi albumlista | 15                  |
| Norvég albumlista     | 3                   |
| Lengyel albumlista    | 1                   |
| Portugál albumlista   | 14                  |
| Spanyol albumlista    | 34                  |
| Svéd albumlista       | 10                  |
| Svájci albumlista     | 1                   |
| UK Albums Chart       | 4                   |
| UK Indie Albums Chart | 1                   |